# Kanton Ervy-le-Châtel
Kanton Ervy-le-Châtel (fr. Canton d'Ervy-le-Châtel) byl francouzský kanton v departementu Aube v regionu Champagne-Ardenne. Tvořilo ho 16 obcí. Zrušen byl po reformě kantonů 2014.

## Obce kantonu
- Auxon
- Chamoy
- Chessy-les-Prés
- Coursan-en-Othe
- Courtaoult
- Les Croûtes
- Davrey
- Eaux-Puiseaux
- Ervy-le-Châtel
- Marolles-sous-Lignières
- Montfey
- Montigny-les-Monts
- Racines
- Saint-Phal
- Villeneuve-au-Chemin
- Vosnon